# شینکل (شلسویگ-هولشتاین)
شینکل (به آلمانی: Schinkel) یک شهر در آلمان است که در رندسبورگ-اکرنفورده واقع شده‌است. شینکل ۱٬۰۲۹ نفر جمعیت دارد.